# 球报

2018年8月29日的《球报》

《球报》创刊于1988年，辽宁日报报业集团旗下体育报刊。2005年，报纸暂时休刊。2008年3月21日，《球报》复刊。

## 历史
由《辽宁日报》主办的《球报》成立于1988年，最初名叫《美报·球刊》。
1993年1月2日，《美报·球刊》更名为《球报》，版式变为对开4版，每周一出报。
1998年，《球报》增加为每周两刊。
2005年8月，《球报》休刊。
2008年，《球报》复刊。